# Amityville: La possessió
Amityville: La possessió (títol original: Amityville II: The Possession) és una pel·lícula de terror de 1982 dirigida per Damiano Damiani. Protagonitzada per James Olson, Burt Young, Rutanya Alda, Diane Franklin i la participació de Jack Magner com "Sonny Montelli". Seqüela de la pel·lícula The Amityville Horror. Aquesta vegada la trama de la pel·lícula no gira entorn de la Família Lutz, sinó en els fets reals succeïts a la família DeFeo el 1974 en la seva llar en Amityville. En la pel·lícula els noms reals no van ser utilitzats i el cognom DeFeo va ser substituït per Montelli. Malgrat ser considerada pels espectadors com la més terrorífica de la sèrie, els crítics van opinar que no va arribar a ser el que s'esperava.
Ha estat doblada al català.

## Argument
La família Montelli s'ha mudat al que creuen serà la casa dels seus somnis, desconeixent que a l'interior de la casa hi ha una presència maligna a l'aguait. Uns dimonis comencen a terroritzar als integrants de la família, fent que aquests comencin a tenir problemes i discussions. Dolores, la mare, tracta que el sacerdot local, el pare Adamsky, visiti la casa per beneir-la, però no aconsegueix fer-ho, ja que Anthony, l'abusiu espòs de Dolores, obliga al pare Adamsky a anar-se'n de la casa sense saber que Sonny, el seu fill gran, és víctima d'una possessió demoníaca. Sonny comença a jugar amb la seva germana Patricia amb la finalitat d'incitar-la a tenir relacions sexuals amb ell. Els esperits malignes fan que Sonny vagi separant la seva família i més tard es veu forçat a assassinar als seus pares i germans. El pare Adamsky s'adona que Sonny va ser posseït i demana a l'església permís per realitzar un exorcisme, però l'hi neguen al no creure'l. Per tant, el pare Adamsky es decideix a realitzar pel seu propi compte l'exorcisme per alliberar l'ànima de Sonny dels esperits malignes que l'han posseït.

## Repartiment
- James Olson 	... 	Pare Adamsky
- Burt Young	... 	Anthony Montelli
- Rutanya Alda	... 	Dolores Montelli
- Jack Magner	... 	Sonny Montelli
- Diane Franklin	... 	Patricia Montelli
- Andrew Prine 	... 	Pare Tom
- Moses Gunn	... 	Detectiu Turner
- Ted Ross 	... 	Sr. Booth
- Erika Katz 	 ... 	Jan Montelli
- Brent Katz 	... 	Mark Montelli

## Producció

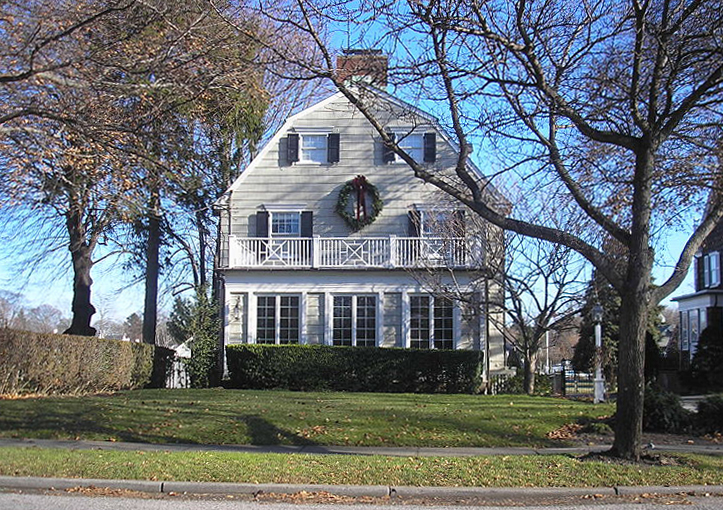
La casa a Amityville de la família DeFeo (†)

George Lutz volia que la seqüela de la pel·lícula de 1979 es basés en el llibre The Amityville Horror Part II escrit per John G. Jones. No obstant això el productor Dino De Laurentiis va assegurar un acord amb la companyia American International Pictures per produir una seqüela basada en els assassinats ocorreguts a la casa de Amityville per Ronal De Feo el 1974. Lutz va demandar a De Laurentiis i finalment va perdre, però va aconseguir que col·loquessin cartells als cinemes dient "Aquesta pel·lícula no té cap afiliació amb George i Kathy Lutz.".
El director Damiano Damiani va ometre el final de la història real on Ronald DeFeo crida a la policia. Va ser substituït per una escena de possessió de Sonny Montelli.
D'altra banda, un cartell de la pel·lícula Rocky (1976) està penjat en la paret de Sonny. Burt Young, que interpreta al pare de Sonny, va ser un coprotagonista en les pel·lícules de Rocky.

## Rebuda
Amityville II: The Possession va rebre crítiques mixtes. Els crítics van al·legar que la pel·lícula no va tenir la història i els efectes tan emocionants com s'esperaven. Per contra, Roger Ebert del Chicago Sun-Times, que en veure les crítiques en contra de la pel·lícula, es va atrevir a fer el primer comentari positiu presumint que "La Possessió" va arribar a ser millor que Terror a Amityville. A més va felicitar a l'equip tècnic i als actors que va formar part en la pel·lícula. També van haver crítiques que van senyalar que el maquillatge usat en la pel·lícula va ser similar a l'exorcista.

## Banda sonora
La música original de la pel·lícula va ser composta per Lalo Schifrin.

## Premis i nominacions

### Premis Golden Raspberry de 1982
| Categoria                | Persona      | Resultat |
| ------------------------ | ------------ | -------- |
| Pitjor actriu secundària | Rutanya Alda | Nominada |